# Arctia flavosignata
Arctia flavosignata är en fjärilsart som beskrevs av No Author Recorded 1921. Arctia flavosignata ingår i släktet Arctia och familjen björnspinnare. Inga underarter finns listade i Catalogue of Life.